# Stalag
Stalag (německá zkratka výrazu Stammlager für kriegsgefangene Mannschaften und Unteroffiziere) byl termín používaný nacistickým Německem za druhé světové války pro hlavní zajatecké tábory určené pro vojíny a poddůstojníky. 

## Zločiny v táborech Stalag
Podmínky v koncentračních táborech a některých táborech Stalag byly srovnatelné. V různých táborech Stalag zemřelo až 3,3 milionu z 5,7 milionu sovětských zajatců. Nebyla tam žádná lékařská péče, příděl potravin byl naprosto nedostatečný a mnoho vězňů muselo nocovat pod širým nebem, často za mrazu. V roce 2021 rozhodl Ústřední úřad pro vyšetřování nacistických zločinů v Ludwigsburgu, že na zločiny ve Stalagu bude uplatňovat existující judikaturu uplatňovanou při souzení zločinů v koncentračních táborech.

## Označení jednotlivých stalagů
Dne 15. října 1935 Hitler oznámil vznik Wehrmachtu a tím definitivně porušil vojenské podmínky versailleské smlouvy. Současně byly na území Německé říše stanoveny vojenské okruhy (okrsky, újezdy, německy Wehrkreise), které byly označeny římskými čísly.
Dne 1. září 1939 přepadlo nacistické Německo Polsko a začala druhá světová válka. S rychlým postupem Wehrmachtu přibývalo vojenských zajatců. Ti byli převáženi do zajateckých táborů, které byly postaveny v jednotlivých vojenských okruzích. Ve shodě s čísly vojenských okruhů byly označeny i hlavní zajatecké tábory. Na území vojenského okruhu bylo několik hlavních zajateckých táborů, které byly dále rozlišeny velkým písmenem abecedy.
Na území Československa byl postaven Stalag VIII D Teschen (Český Těšín). V době druhé světové války nebylo Těšínsko součástí Protektorátu Čechy a Morava, ale nacistického Německa. Těšínsko spadalo pod VIII. vojenský okruh se sídlem v městě Breslau (Wrocław) ve vojenském okruhu Oberschlesien (Horní Slezsko). Stalag v Českém Těšíně byl čtvrtým hlavním zajateckým táborem ve vojenském okruhu Oberschlesien.
Někdy se k odlišení táborů používalo ještě jedno velké písmeno:
- H (Hauptlager) – hlavní tábor
- N (Nebenlager) – vedlejší tábor
- Z (Zweiglager) – pobočný tábor

## Další zajatecké tábory
Mimo zajatecké tábory označené římskými čísly podle vojenských okruhů, které řídilo vrchní velitelství pozemních sil (OKH), existovaly i tábory pod správou vrchního velitelství vzdušných sil (OKL) a správou vrchního velitelství námořnictva (OKM).
- Pro letce všech hodností to byly zajatecké tábory Stalag Luft (Stammlager für kriegsgefangene Luftwaffenangehörige) pod správou Luftwaffe.
- Pro námořníky to byly zajatecké tábory Marlag (Kriegsmarine-Kriegsgefangenen-Mannschaftsstammlager) pod správou Kriegsmarine.
- Mezi zajatými námořníky byly i posádky obchodního loďstva. Jako nebojující civilisté nemohli být válečnými zajatci. Po intervencích Červeného kříže byl pro tyto námořníky zřízen tábor Milag (Marine-Internierten-Lager) – námořní internační tábor.
- Tranzitní zajatecké tábory byly zřízeny jako průchozí tábory před převezením zajatce do cílového tábora. Byly označeny jako Dulag (Durchgangslager für Kriegsgefangene)
- Pro zajaté důstojníky byly zřizovány zajatecké tábory Oflag (Offizierslager für kriegsgefangene Offiziere)
- Zajatecké tábory v blízkosti frontové linie nesly název Frontstalag (Frontstammlager für Kriegsgefangene)

## Fungování stalagu
Zajatci byli využíváni k práci v různých odvětvích hospodářství. K nasazení do otrocké práce byly sestaveny oddíly zvané Arbeitkommando (Arb-Kdo), neboli pracovní komanda, která pracovala na pracovištích vzdálených i mnoho kilometrů od stalagu. Stalag jako kmenový tábor plnil pro mnoho zajatců jen funkci lazaretu a odvšivovací stanice (Entlausungsstation).

## Zajatecké stavební a pracovní prapory
Die Kriegsgefangenen-Bau- und Arbeitsbataillone (KrGefBau-u. ArbBtl) byly prapory složené ze tří rot po 200 válečných zajatcích, kteří měli být nejlépe zručnými řemeslníky, popř. pracovníky na stavbě. Prapory byly národnostně homogenní. Zprvu byli sestavovány z polských zajatců, později z francouzských a ruských. Nezávazné tabulky (KStMN 4201) ze dne 20. srpna 1940 zvýšily počet členů roty na 600, a tak prapor měl mít 1800 členů.

## Povědomí o zajateckých táborech Stalag
Pokud neměl občan žijící na území obsazeném nacisty přímou zkušenost se zajateckými tábory, byl odkázán na informace v tisku, které lživě a cynicky popisovaly poměry ve Stalagu:
- Váleční zajatci připravují jídlo v prostorných, čistých kuchyních pod dohledem německých kuchyňských seržantů.
- Prodejní stánek poskytuje možnost nákupu předmětů pro osobní potřebu.
- Vedle lůžek na spaní je dostatek místa pro stolky, u kterých si váleční zajatci četli nebo hráli šachy.
- Vycházely táborové noviny „Le Trait d 'Unie"
- Polští váleční zajatci vyčlenili část svých kasáren pro malou kapli, jejíž zvláštní výzdobou jsou obrazy s náboženskými motivy.
- Francouzští váleční zajatci vytvořili majestátní kapelu pod vedením profesora hudby.

Německý tisk po válce nepřímo relativizoval utrpení zajatců. Tisk popsal domnělý pokus o zabití cca 3 000 „SS-lidí" zadržených ve Stalagu č. 13. Jeden Polák prý otrávil arsenikem chléb, který byl dodáván do lágru. V nemocnici tak skončilo 207 otrávených.
Lež byla jen jedním z nástrojů postnacistického tisku. Dalším byly polopravdy, jako v případě objevu masových hrobů poblíž Stalagu 304 (Stalag IV-H) u obce Zeithain (Sasko), kde byly počty utýraných nadhodnoceny. Pokud byla uveřejněna informace o 200 tisích obětí v masovém hrobě místo o skutečných 20 tisících, německý čtenář nevěřil ani skutečnosti, že skutečně došlo k objevení masových hrobů.
Až 21. března 1946 rozhodla profesní organizace novinářů Rakouska o vyloučení všech osob, které v důsledku svého chování v posledních letech ztratili právo pracovat jako novináři v Rakousku.
Po válce se skutečné poměry v táborech Stalag odkryly, ale pozornost byla věnována hlavně obětem bojujících vojáků nebo obětem vyhlazovacích táborů. Historie kmenového tábora Stalag VIII D Teschen je navzdory utrpení zajatých vojáků málo známá. Naopak příběh spojeneckých letců ze Stalag Luft III, který se nacházel poblíž města Sagan (Żagań), je díky literárnímu a filmovému zpracování útěku 76 zajatců známý široké veřejnosti. O osudech zajatých letců, včetně poprav v rozporu s mezinárodním právem psaly v roce 1945 pro německé občany noviny vydávané Brity. 21. března 1946 vyslýchal britský prokurátor sir David Patrick Maxwell Fyfe kvůli tomuto válečnému zločinu Hermanna Göringa v Norimberku.

## Galerie

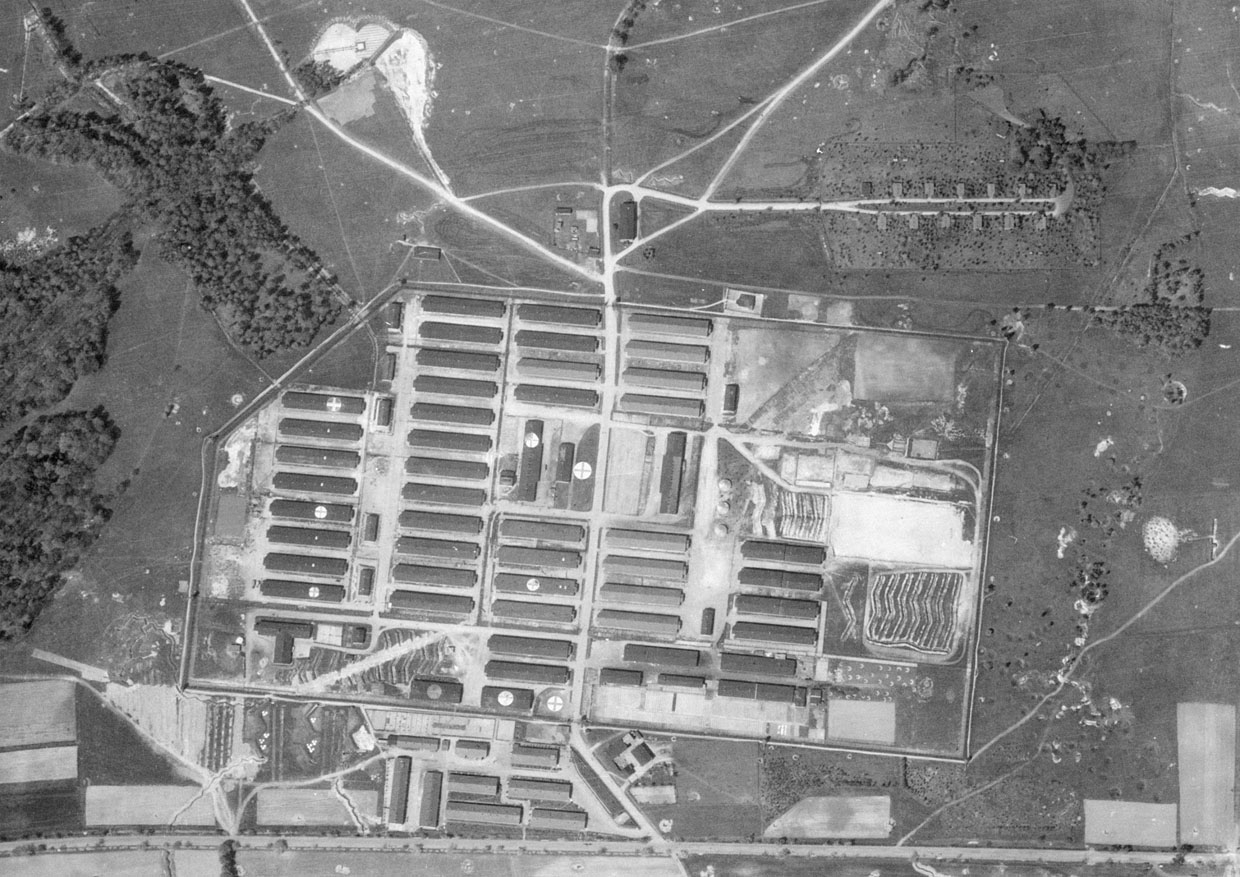
Letecký snímek stalagu VIII A blízko města Zhořelec (listopad 1945)
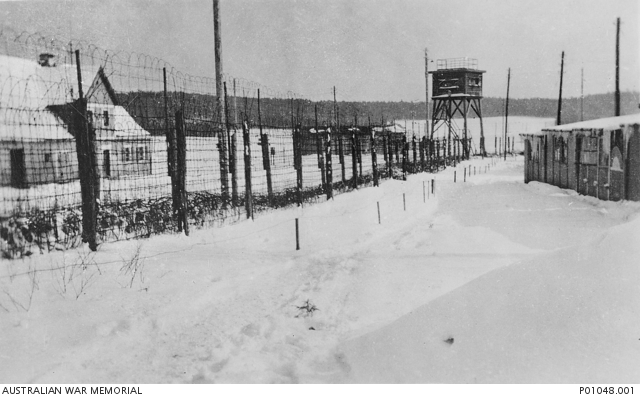
Stalag 383 u bavorského města Hohenfels (cca 1944)
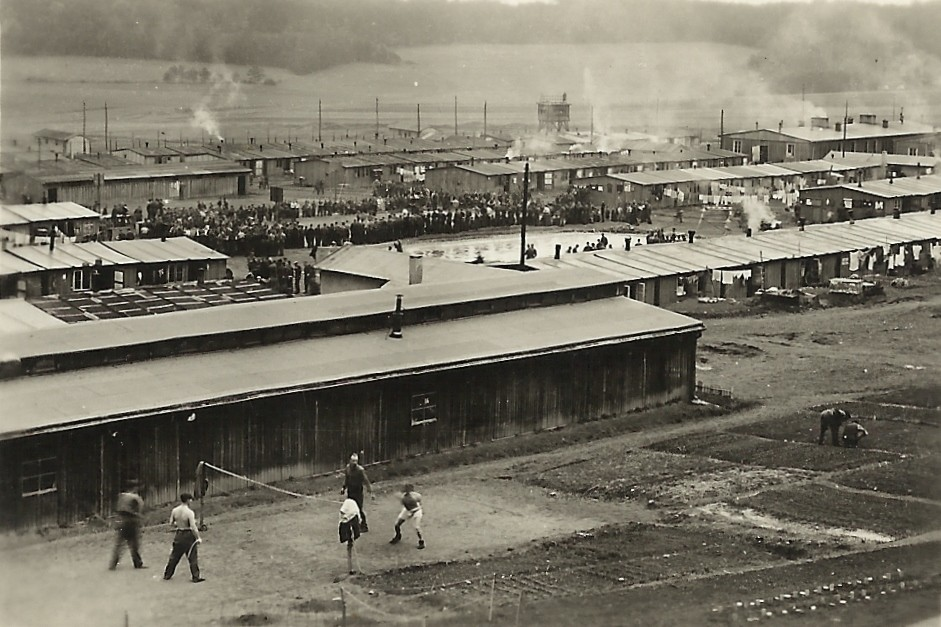
Stalag 383 (cca 1941)
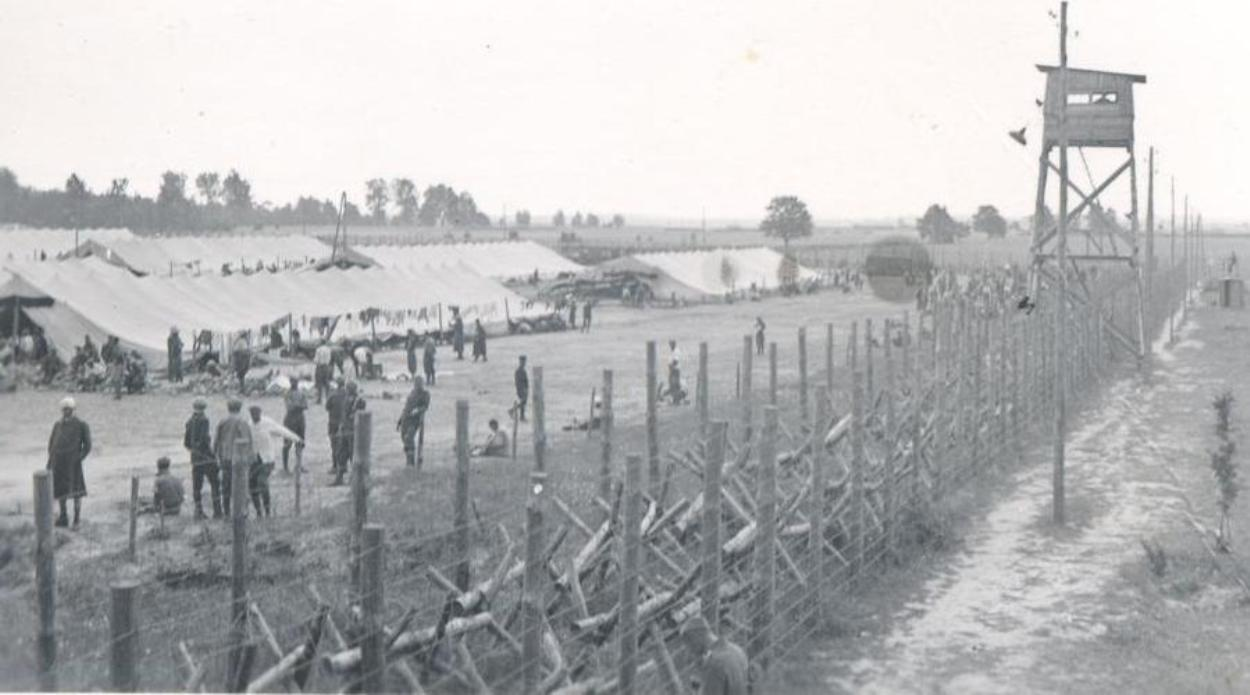
Stalag II D poblíž města Stargard (dnešní Polsko)
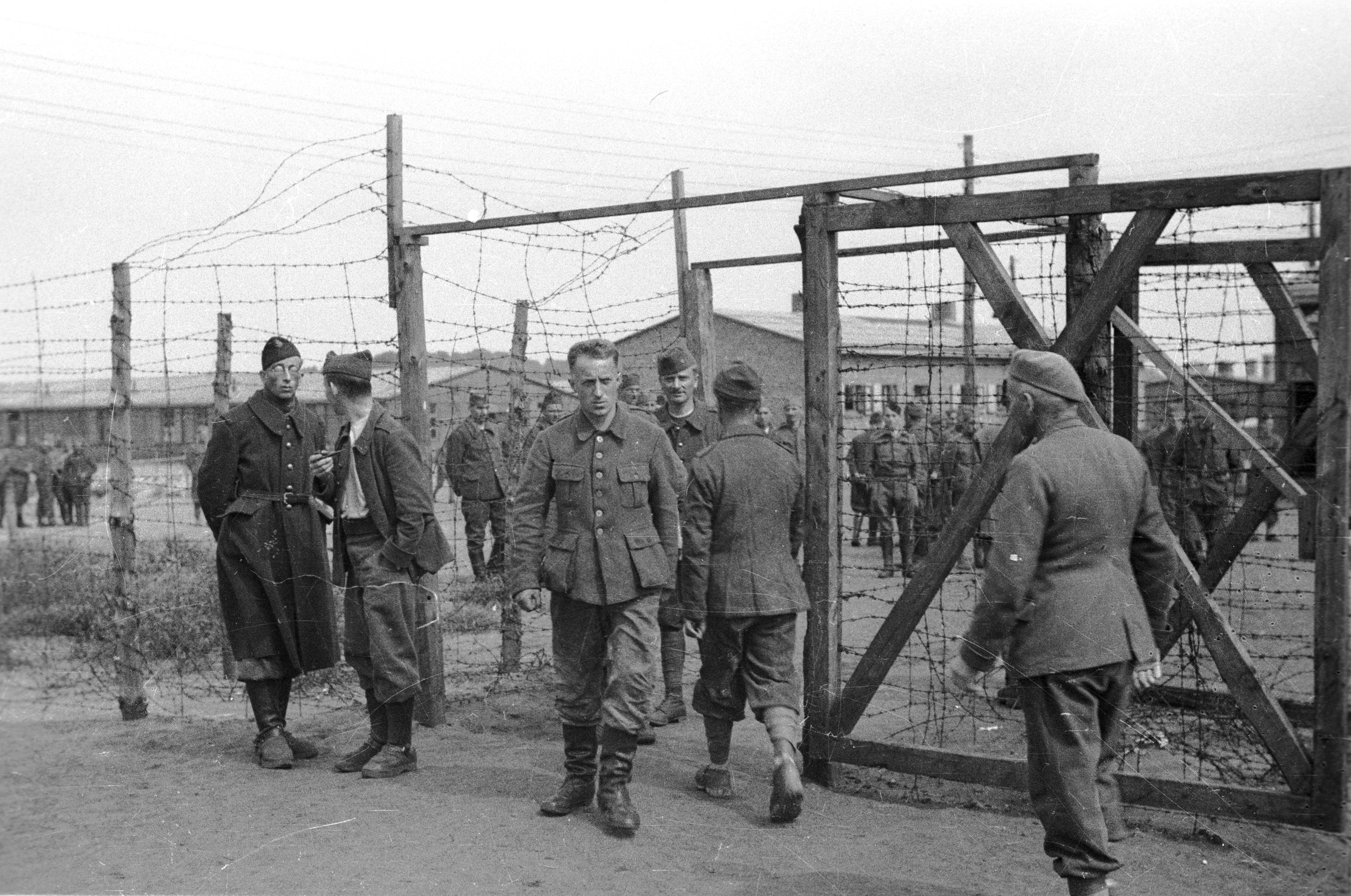
Brána stalagu X B západně od Hamburku
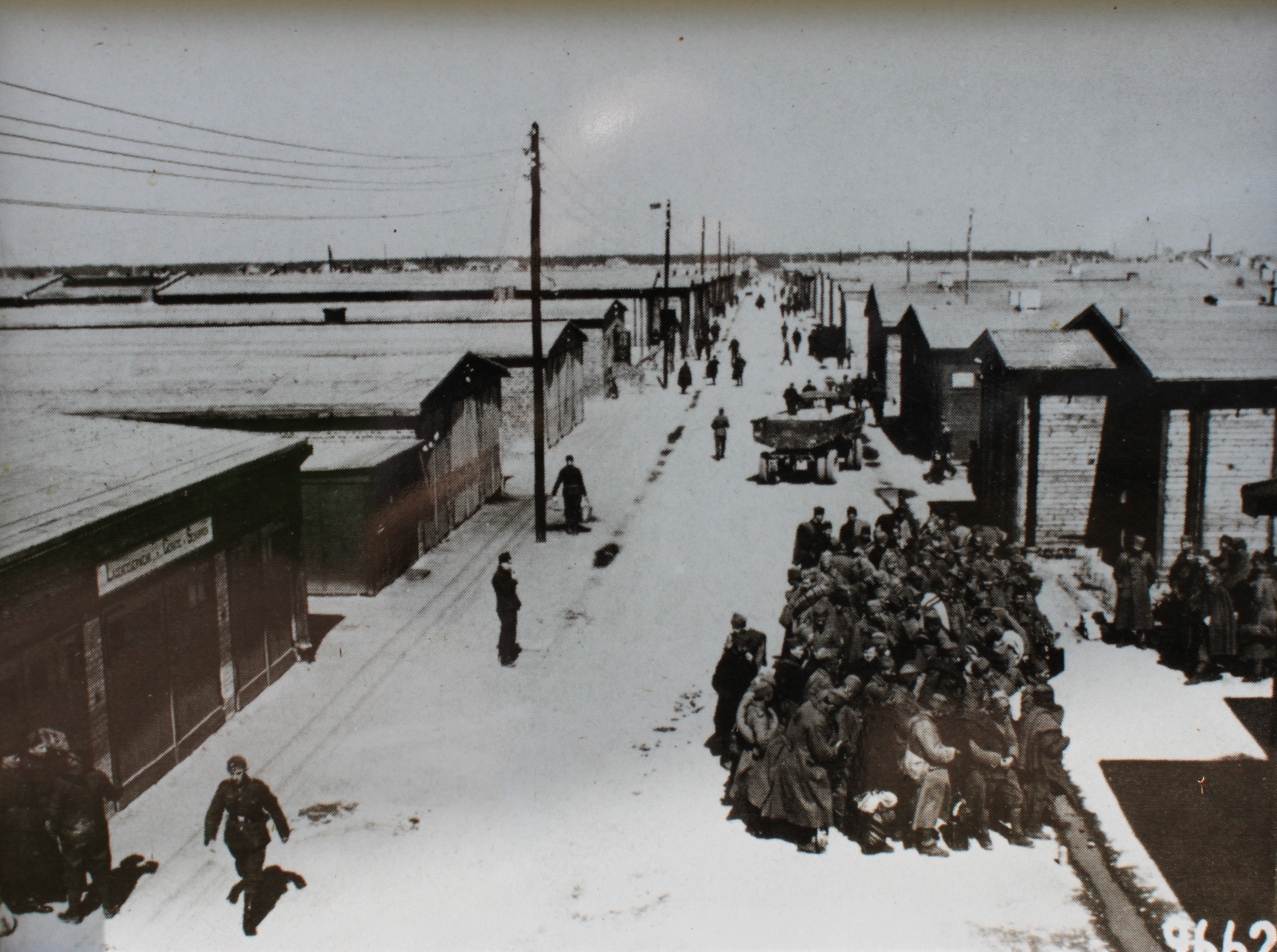
Hlavní ulice ve stalagu IV B (jeden z největších na německém území)

## Stalag v umění
- Francouzský autor komiksů Jacques Tardi (*1946) vytvořil třídílný komiks Moi René Tardi, prisonnier de guerre au Stalag IIB (Já, René Tardi, válečný zajatec ve Stalagu IIB), ve kterém vypráví o válečných i poválečných osudech svého otce.[14]